# Фокин, Игорь Александрович
Игорь Александрович Фокин (14 июня 1960, Ленинград, СССР - 21 сентября 1996, Бостон, США) советский и российский кукольник, художник и режиссёр театра кукол.    

## Биография
Родился в Ленинграде в семье инженера и швеи Окончил в 1979 году Ленинградское художественное училище имени В. А. Серова, где учился у Валентины Малахиевой. Во время подготовки дипломных спектаклей решил с однокурсниками создать свой кукольный театр. После выпуска был призван в армию, откуда его комиссовали через полгода по состоянию здоровья. По возвращении из армии он находит на улице Черняховского помещение для будущего театра. Поскольку частный театр было нельзя сделать, то он получил это помещение на базе молодёжного клуба, где он устроил кукольный кружок для детей.
В 1981 году поступил в Ленинградский государственный институт культуры им. Н. К. Крупской на драматического режиссёра в класс Людмилы Мартыновой. В это же время из армии вернулись его однокурсники и вместе они сделали несколько кукольных спектаклей; тогда же появилось название театра - «Деревянная лошадь». В 1985 г. театр переехал в город Пушкин в здание бывшей Императорской Николаевской Царскосельский гимназии. В этом здании в 1986 г. он поставил свой дипломный спектакль «Рубашка Бланш» по пьесе Алексея Толстого и Ильи Эренбурга. Там же был поставлен спектакль «Фенист ясный сокол» по пьесе его однокурсника Вадима Киновича, написанной по мотивам русских народных сказок.  
В 1990 году в результате возникших разногласий с местной администрацией и коллегами он закрыл театр и решил продолжить заниматься театром самостоятельно, как художник, режиссёр и кукловод. 
В 1991 году участвует со своими куклами в русском фестивале в Гамбурге, где им был дан петрушечный спектакль по мотивам «Короля Лира» Уильяма Шекспира. 
В 1992 году в качестве актёра участвует в гастролях «Классического театра» Людмилы Мартыновой в Бостоне, США. Вернувшись, он продолжил делать куклы, в частности Рождественский вертеп, который в настоящее время находится в экспозиции Санкт-Петербургского музея театрального и музыкального искусства. 
В 1994 году вместе с супругой Анастасией и её сыном Евгением уехал в Кембридж, где на площади Гарвард-сквер стал работать со своими марионетками в качестве уличного артиста. В течение двух лет он давал спектакли в Кембридже и стал одним из самых известных уличных артистов в городе. В 1994 году у него родилась дочь Анна, а в 1996 сын Григорий.  
21 сентября 1996 года скоропостижно скончался от остановки сердца. 22 сентября 2001 года на углу Брэттл-стрит, где он часто выступал, был установлен памятник работы скульптора Константина Симуна, на котором изображена одна из его марионеток по имени Ду-Ду.